# Autoroute Hanoï-Lang Son
L'autoroute Hanoï–Lạng Sơn (vietnamien : Đường cao tốc Hà Nội – Lạng Sơn, sigle CT.01) est une autoroute située au Viêt Nam. 

## Parcours
L'autoroute Hanoï- Lang Son (CT.03), long de 143 km, part de l'intersection avec la route nationale 1 à Phap Van, district de Hoang Mai, ville de Hanoï, et passe par les lieux suivants: Yen So , Tran Phu , Linh Nam, Thanh Tri (district de Hoang Mai ), Cu Block , Thach Ban, Phuc Loi (district de Long Bien ), Dong Du, Co Bi , Phu Dong, Ninh Hiep (District Gia Lâm ) de la ville de Hanoï; Dinh Bang, Tan Hong (ville de Tu Son), Hoan Son, Noi Due, ville de Lim, Lien Bao (district de Tien Du ), Khac Niem, Vo Cuong  Dai Phuc, Suoi Hoa, Thi Cau, Dap Cau et Kim Chan (Bac Ninh) de la province de Bac Ninh ; Quang Chau, Van Trung, villes de Nenh, Tang Tien (district de Viet Yen), Song Khe , Dong Son, Hoang Van Thu, Le Loi, Tan Tien, Dinh Ke et Dinh Tri (Bac Giang ), Tan Dinh, Xuong Lam , Tan Hung et Huong Son (district de Lang Giang ) de la province de Bắc Giang ; Hoa Thang , Tan Thanh , Hoa Son et Hoa Lac (district de Huu Lung ), ville de Chi Lang ,Commune de Chi Lang , ville de Dong Mo , Mai Sao , Nhan Ly , Bac Thuy , Van Thuy (district de Chi Lang), Yen Trach, Tan Lien, Gia Cat, Hoa Cu, Thach Dan et Bao Lam,Dong Dang (district) Cao Lộc) de la province de Lang Son.
L'autoroute se termine à Hữu Nghị Guan dans la ville de Đồng Đăng , district de Cao Lộc , province de Lang Son.